# Ildefons Cerdà (stedenbouwkundige)
Ildefons Cerdà i Sunyer (ook vertaald Ildos, Ildus en Ildor; Centelles, 23 december 1815 – Los Corrales de Buelna, 21 augustus 1876) was een progressieve Catalaanse planoloog die de uitbreiding van Barcelona in de 19e eeuw ontworpen heeft, de Eixample genaamd.

## Biografie
Cerdà i Sunyer volgde de opleiding tot civiel ingenieur (Spaans: Ingeniero de Caminos, Canales y Puertos). Toen de toenmalige regering uiteindelijk onder de publieke druk bezweek en toestemming gaf om de stadsmuren van Barcelona af te breken, realiseerde hij zich dat er een plan nodig was voor de stadsuitbreiding. Het nieuwe deel van de stad moest een efficiënt en leefbaar gebied worden, in tegenstelling tot de verstopte, voor epidemieën vatbare oude stad binnen de stadsmuren. Omdat Cerdà i Sunyer geen geschikte referenties kon vinden, begon hij uit het niets het nieuwe stadsdeel te ontwerpen, wat hij vervolgens de 'Eixample' (Catalaans voor uitbreiding) noemde. Hij gebruikte hiervoor een aantal technologische ideeën van zijn tijdgenoten om weloverwogen een uniek en modern concept te creëren.
Gedurende zijn verdere leven werkte Cerdà i Sunyer nog aan andere nieuwe en bestaande projecten, zowel op lokaal als regionaal niveau. Ondanks zijn staat van dienst stierf hij in armoede, onder andere omdat hij nooit voor zijn grootste werk, het ontwerp van de Eixample, betaald werd.